# Nebria appalachia
Nebria appalachia är en skalbaggsart som beskrevs av Darlington 1931. Nebria appalachia ingår i släktet Nebria och familjen jordlöpare. Inga underarter finns listade i Catalogue of Life.